# Њу Кордел (Оклахома)
Њу Кордел (енгл. New Cordell) град је у америчкој савезној држави Оклахома.

## Демографија
По попису из 2010. године број становника је 2.915, што је 48 (1,7%) становника више него 2000. године.
| Група             | 2000.         | 2010.         |
| Белци             | 2.695 (94,0%) | 2.606 (89,4%) |
| Афроамериканци    | 6 (0,2%)      | 5 (0,2%)      |
| Азијати           | 5 (0,2%)      | 6 (0,2%)      |
| Хиспаноамериканци | 75 (2,6%)     | 177 (6,1%)    |
| Укупно            | 2.867         | 2.915         |